# Riu Chagres
El riu Chagres (Spanish pronunciation: [ˈtʃaɣɾes] ), al centre de Panamà, és el riu més gran de la conca hidrogràfica del canal de Panamà. El riu està embassat dues vegades i els embassaments resultants — el llac Gatun i el llac Alajuela — formen part integral del canal i del seu sistema d'aigua. Encara que el curs natural del riu discorre cap al nord-oest fins a la seva desembocadura al mar Carib, les seves aigües també flueixen, a través de les rescloses del canal, al golf de Panamà al sud. El Chagres té per tant la inusual reclamació de drenatge en dos oceans

## Upper Chagres River fins a Madden Dam
La part superior del riu Chagres, la seva conca i la conca de diversos afluents es troben dins del Parc Nacional de Chagres, creat el 1985 per preservar l'hàbitat i el flux d'aigua al canal. El terreny de la conca hidrogràfica superior de Chagres és accidentat, amb els seus vessants muntanyosos que superen els 45 graus en el 90 per cent del seu territori. Al voltant del 98 per cent del parc està format per bosc tropical antic.

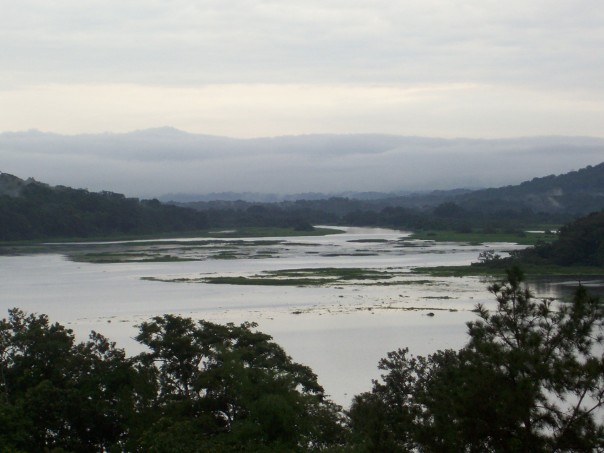
El riu Chagres vist des del Rainforest Resort a Gamboa, Panamà

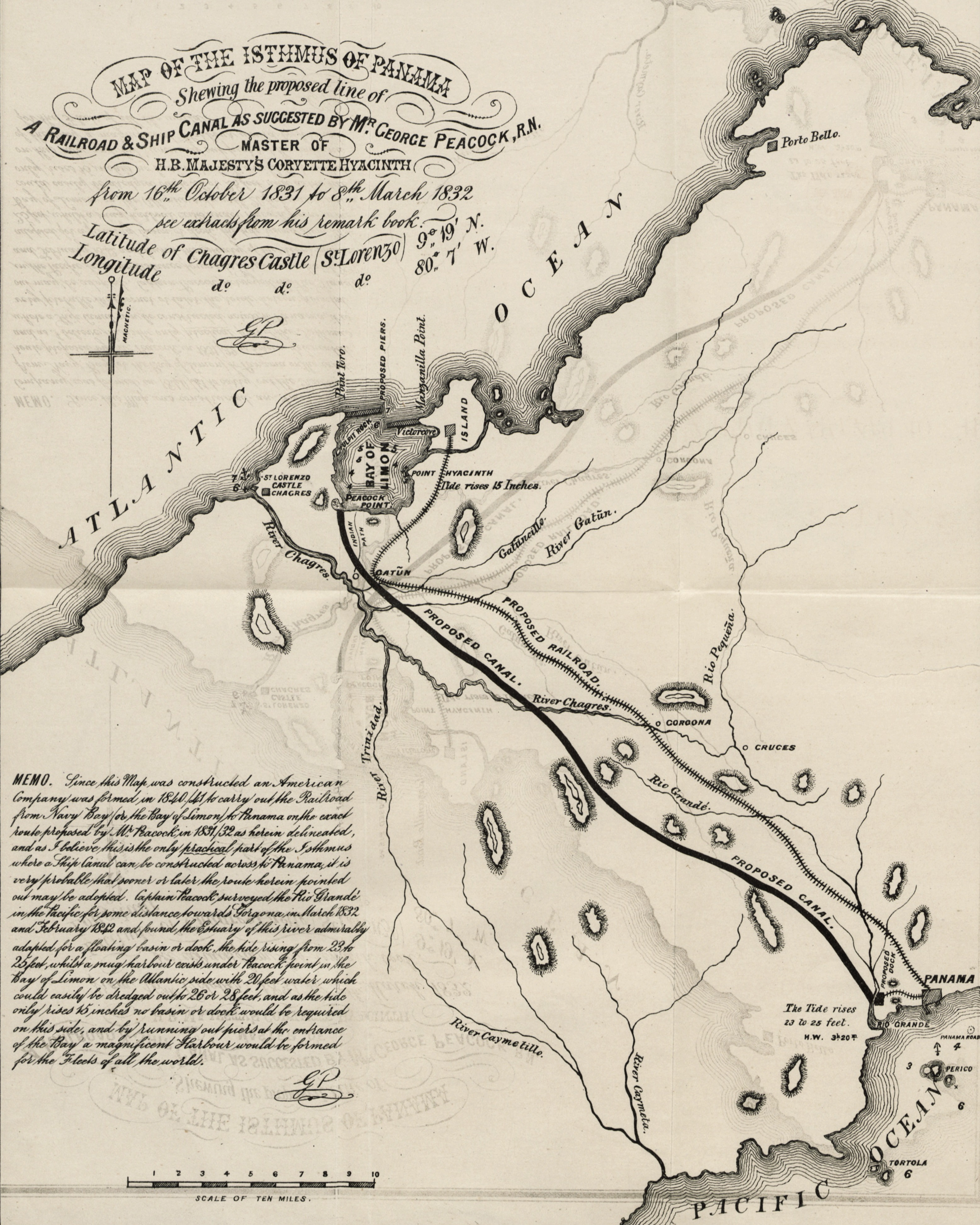
Curs original del riu Chagres abans de la construcció del canal.

El Chagres superior i els seus set afluents desemboquen al llac Alajuela (antic llac Madden), l'embassament creat per la presa de Madden . Com que aquests rius aporten el 45 per cent de l'aigua total del canal, el llac és una part essencial de la conca hidrogràfica de la zona del canal. El llac té un nivell màxim de 76 metres (250 ft) sobre el nivell del mar, i pot emmagatzemar un terç de les necessitats anuals d'aigua del canal per al funcionament de les rescloses. El llac Alajuela no forma part de la ruta de navegació, per la qual cosa hi ha menys restriccions al seu nivell d'aigua que al llac Gatun. L'aigua de l'embassament també s'utilitza per generar energia hidroelèctrica i per subministrar aigua dolça a la ciutat de Panamà.

## Presa de Gatún i llac de Gatún
A 3.2 quilometres (2.0 mi) de la desembocadura del riu es troba la presa de Gatun, que va crear el llac Gatun i proporciona energia hidroelèctrica. Creat el 1913 per l'embassament del riu Chagres, el llac Gatun és una part essencial del canal de Panamà, que forma un pas d'aigua entre l'oceà Atlàntic i l'oceà Pacífic, permetent el trànsit de vaixells en ambdues direccions. El llac és essencial per al subministrament d'aigua del canal, ja que proporciona els milions de galons d'aigua al nivell alt necessaris perquè les rescloses funcionin correctament. El llac també forma part del canal de navegació i proporciona aigua potable a la ciutat de Panamà i Colón.
En el moment en què es va formar, el llac Gatun era el llac artificial més gran del món. La selva tropical intransitable al voltant del llac Gatún ha estat la millor defensa del canal de Panamà. Avui dia, aquestes zones han aguantat pràcticament il·leses per la interferència humana i es troben entre les poques zones accessibles on es poden observar diverses espècies d'animals i plantes natives d'Amèrica Central en el seu hàbitat natural. L'illa de Barro Colorado, que estava reservada per a l'estudi científic quan es va formar el llac i avui és operada per la Smithsonian Institution, és l'illa més gran del llac Gatún i reconeguda internacionalment. Aquí van tenir lloc molts dels descobriments científics i biològics innovadors més importants del regne animal i vegetal tropical. El llac Gatun abasta aproximadament 470 quilometres quadrats (180 sq mi), una vasta zona ecològica tropical que forma part del Corredor del Bosc Atlàntic. L'ecoturisme al llac Gatún s'ha convertit en una indústria valuosa per als panamenys.
La pesca és una de les principals activitats recreatives del llac Gatun. Es creu que l'espècie Cichla pleiozona de baix de paó va ser introduïda per accident al llac Gatun per un aquarista i metge panameny el 1958. Anomenats localment Sargento, aquests llobarros no són un peix de caça nadiu de Panamà, sinó que provenen de les conques del riu Amazones, Rio Negro i Orinoco d'Amèrica del Sud, on s'anomenen Tucanare o Pavon i es consideren un peix de caça de primer nivell. Des de 1958, l'espècie Cichla pleiozona ha florit i s'ha convertit en el peix caça dominant al llac Gatun. Afecta esquers d'aigua superior, esquers subsuperficials que imiten peixos esquer i una varietat de patrons de mosques, i quan s'enganxen lluiten amb energia. Són inusuals per preferir alimentar-se durant les hores de llum.

## Història
El comandant espanyol Diego Cueto i el seu timoner, Pedro de Umbria, van visitar la regió el 1506. El riu Chagres va ser explorat el 1527 per Hernando de la Serna, qui va fundar la ciutat de Chagres a la seva desembocadura i va construir la fortalesa de San Lorenzo. Les mercaderies es transportaven a peu des de la ciutat de Panamà fins a la ciutat de Cruces, al riu Chagres, i des d'allà amb velers pel riu fins a la seva desembocadura. Aquest camí, anomenat Camí de Cruces, va ser molt popular fins al segle XVIII.
El pirata Henry Morgan va viatjar pel riu Chagres per atacar la ciutat de Panamà el 1670–71 .
No es va prestar molta atenció al riu fins a finals del segle XIX, aquesta vegada com a part de la planificació de la construcció del Canal de Panamà. El riu Chagres és la principal font d'aigua del canal de Panamà.
La conca alta del riu està coberta per densos boscos tropicals. Per protegir aquest ecosistema, Panamà va crear el Parc Nacional Chagres el 1985.